# Ruoli del calcio gaelico e dell'hurling

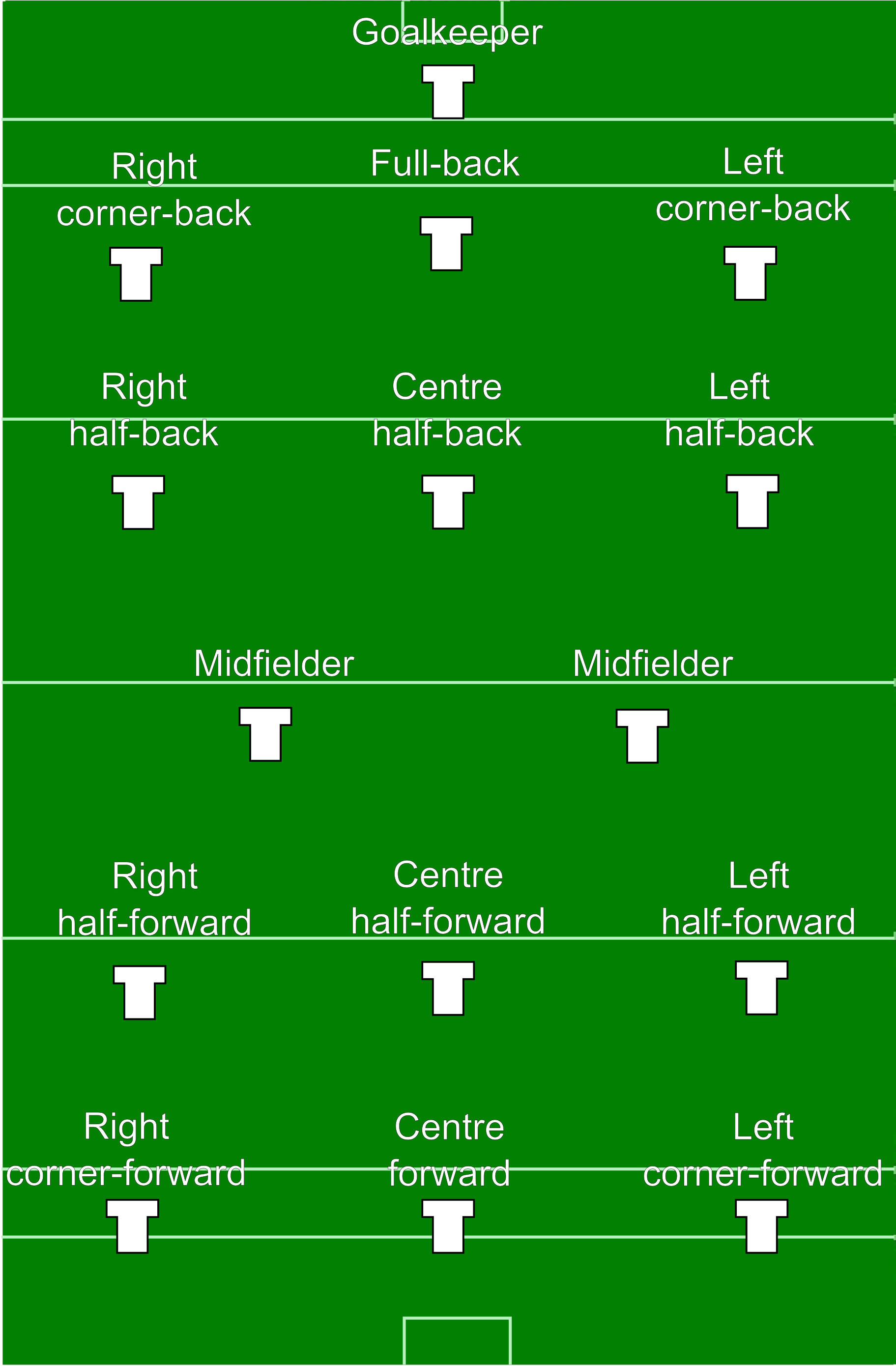

La disposizione dei ruoli degli sport gaelici dell'hurling, del camogie e del calcio gaelico non ha subito cambiamenti rispetto all'origine, similarmente al rugby e all baseball, ma diversamente dal calcio. Risulta inoltre difficile che durante una partita un giocatore cambi la propria posizione, salvo in casi rari.
Ogni squadra consta di un portiere, il quale deve vestire una maglia di colore diverso dai compagni, sei difensori, due centrocampisti e sei attaccanti. Il numero di maglia è associato al ruolo in campo.

## Tabella riassuntiva
| #     | Ruolo (in inglese)   | Ruolo (in italiano)             | Gaelico               |
| ----- | -------------------- | ------------------------------- | --------------------- |
| 1     | Goalkeeper           | Portiere                        | Cúl Báire             |
| 2     | Right corner back    | Terzino destro                  | Lánchúlaí deas        |
| 3     | Full back            | Estremo                         | Lánchúlaí láir        |
| 4     | Left corner back     | Terzino sinistro                | Lánchúlaí clé         |
| 5     | Right half back      | Tornante destro                 | Leathchúlaí deas      |
| 6     | Centre half back     | Mediano                         | Leathchúlaí láir      |
| 7     | Left half back       | Tornante sinistro               | Leathchúlaí clé       |
| 8 & 9 | Midfielders          | Centrocampisti                  | Lár na páirce         |
| 10    | Right half forward   | Trequartista di fascia destro   | Leatosaí deas         |
| 11    | Centre half forward  | Trequartista                    | Leatosaí láir         |
| 12    | Left half forward    | Trequartista di fascia sinistro | Leatosaí clé          |
| 13    | Right corner forward | Ala destra                      | Lántosaí deas         |
| 14    | Full forward         | Attaccante centrale             | Lántosaí láir         |
| 15    | Left corner forward  | Ala sinistra                    | Lántosaí clé          |
| 16+   | Substitutes          | Subs                            | Fir ionad / Mná ionad |

## Portiere
Il ruolo del portiere negli sport gaelici è simile a quello del calcio: deve impedire che la squadra avversaria realizzi un goal (che in questi sport vale tre punti), cioè impedire che la palla entri nella parte inferiore della porta. Indossa la maglia col numero 1. Per questo deve avere gli stessi requisiti di un portiere di calcio, ma particolare attenzione va riservata alla presa. Il portiere può muoversi per tutto il campo, tuttavia fuori dall'area è soggetto alle stesse regole degli altri giocatori. Dentro l'area di rigore il portiere è l'unico giocatore che può raccogliere la palla direttamente da terra con le mani e inoltre non può subire contatto fisico nell'area piccola (negli sport gaelici si intende l'area più piccola tra le molte presenti). Risulta possibile intercettare un suo tiro o costringerlo all'errore.

## Full Backs

### Right corner back
Il giocatore che interpreta questa ruolo veste la maglia numero 2. Ha il compito di difendere la propria porta, specialmente dagli attacchi del left corner forward avversario. Di solito questo giocatore gioca intorno alla linea dei 20 metri. Il ruolo richiede una buona reattività e una certa velocità negli scatti brevi, oltre che un'ottima visione di gioco, per sbrogliare situazioni difficili. Non è importante che sia resistente o forte, ma è fondamentale che sia agile.

### Full back
Questo ruolo, interpretato dal giocatore con la maglia numero 3, è uno dei più importanti. Deve difendere e coordinare la difesa ed è il giocatore più importante per impedire all'avversario di segnare i goal (3 punti). Di solito gioca attorno alla linea dei 20 metri ed è il giocatore più alto e forte fisicamente della squadra. A differenza dei compagni di reparto che giocano sulle fasce, deve anche uscire dalla zona occupata per operare anticipi e questo implica che debba avere una buona velocità negli scatti brevi.

### Left corner back
Il giocatore che interpreta questa ruolo veste la maglia numero 4. Ha il compito di difendere la propria porta, specialmente dagli attacchi del right corner forward avversario. Di solito questo giocatore gioca intorno alla linea dei 20 metri. Il ruolo richiede una buona reattività e una certa velocità negli scatti brevi, oltre che un'ottima visione di gioco, per sbrogliare situazioni difficili. Non è importante che sia resistente o forte, ma è fondamentale che sia agile.

## Mediani

### Right half back
Questo giocatore, che ha il numero 5, deve difendere meno dei corner backs. Gioca tra la linea dei 45 metri (in difesa) e il centrocampo. Deve difendere dagli half forwards e compiere scatti, quando il campo è aperto, sulla fascia per fare avanzare il gioco.

### Centre half back
Questo giocatore, che ha il numero 6, deve difendere meno del full back. Gioca tra la linea dei 45 metri (in difesa) e il centrocampo e marca il centre half forward. Inoltre è colui che salta per prendere la palla quando iniziano i tempi o in caso di palla contesa.

### Left half back
Questo giocatore, che ha il numero 7, deve difendere meno dei corner backs. Gioca tra la linea dei 45 metri (in difesa) e il centrocampo. Deve difendere dagli half forwards e compiere scatti, quando il campo è aperto, sulla fascia per fare avanzare il gioco.

## Midfielders
I due centrocampisti (che hanno i numeri 8 e 9) devono prendere i palloni di rinvio dei portieri e fanno da collante tra l'attacco e la difesa. Molti ritengono che sia il ruolo più importante.
Quando il portiere avversario rinvia il midfielder deve evitare che il pallone vada troppo verso la sua porta. Inoltre deve evitare che sul rinvio del proprio portiere la palla venga rubata. Deve avere forza, velocità, ottima presa, un'ottima visione di gioco e soprattutto resistenza. Generalmente non c'è distinzione tra i due centrocampisti, visto che si possono scambiare di posizione (destra e sinistra) di continuo.

## Half forwards

### Right half forward
Questo giocatore, che ha il numero 10, deve costruire attacchi e fornire palloni ai full-forwards e approfittare delle opportunità da goal o da point che gli capitano. Gioca quindi tra il centro campo e la linea offensiva dei 45 metri e deve avere visione di gioco, un tiro discreto e una buona resistenza.

### Centre half forward
Questo giocatore, che ha il numero 10, deve costruire attacchi e fornire palloni ai full-forwards e approfittare delle opportunità da goal o da point che gli capitano. Gioca quindi tra il centro campo e la linea offensiva dei 45 metri e deve avere visione di gioco, un tiro discreto e una buona resistenza. A differenza dei due compagni di linea che giocano sulle fasce, deve anche aiutare nelle mischie a centrocampo e a conquistare la palla all'inizio dei tempi e in caso di palla contesa. 

### Left half forward
Questo giocatore, che ha il numero 12, deve costruire attacchi e fornire palloni ai full-forwards e approfittare delle opportunità da goal o da point che gli capitano. Gioca quindi tra il centro campo e la linea offensiva dei 45 metri e deve avere visione di gioco, un tiro discreto e una buona resistenza.

## Full forwards

### Right corner forward
Il ruolo è principalmente quello di segnare punti e goal. Il giocatore indossa la maglia numero 13, gioca attorno alla linea dei 21 metri offensiva e deve avere un buon tiro. Preferisce calciare col sinistro.

### Full forward
Il ruolo è principalmente quello di segnare goal, anche se è importante il tiro per i points. Il giocatore indossa la maglia numero 14, gioca attorno alla linea dei 21 metri offensiva e deve avere un buon tiro.

### Left corner forward
Il ruolo è principalmente quello di segnare punti e goal. Il giocatore indossa la maglia numero 15, gioca attorno alla linea dei 21 metri offensiva e deve avere un buon tiro. Ha in genere nel destro il suo piede migliore.

## Altri
Hanno numeri che vanno dal 16 al 31. (Questi due sono i numeri rispettivamente del secondo e del terzo portiere).
Anche se nel calcio non è sempre così